# كيران بيو
كيران بيو (بالإنجليزية: Kieran Bew)‏ (من مواليد 18 أغسطس 1980) هو ممثل إنجليزي، معروف بتأدية دور "بيل أوهارا الكبير" في مسلسل محارب، وألفونسو، دوق كالابريا في شياطين دا فينشي.

## خلفية
ولد بيو في هارتلبول، مقاطعة درم، إنجلترا. التحق بمدرسة شهداء اللغة الإنجليزية وكلية النموذج السادس. تدرب في أكاديمية لندن للموسيقى والفنون المسرحية.
في عام 1999، عمل بيو كمصمم رقصات قتالية وكابتن في إنتاجات مارك رايلانس لمسرحية هاملت واثنين من الأقارب النبيلين في مسرح شكسبير غلوب في لندن.